# حركي

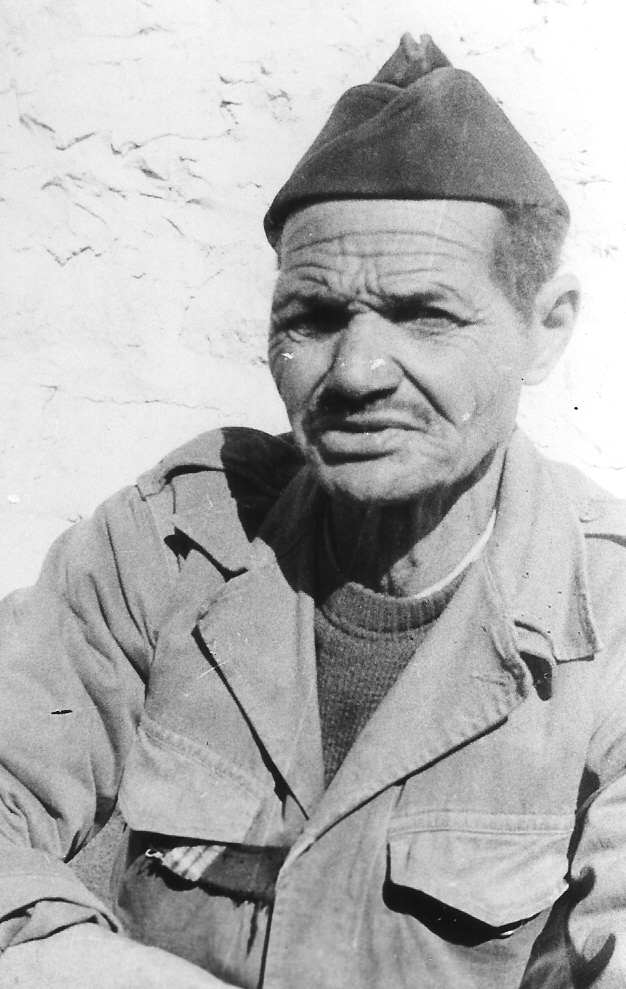
حركي

الحركي (بالفرنسية: Harki)‏ وهم نوعان : الفئة الأولى وهم من الجزائريين الذين كانوا مجندين في صفوف الجيش الفرنسي إبان الثورة الجزائرية 1 نوفمبر 1954- 5 جويلية 1962 استعملتهم فرنسا من أجل قمع المجاهدين الجزائريين والتجسس عليهم، حيث عند انطلاق الثورة التحريرية كانوا ملزمين بإتمام الخدمة الوطنية في الجيش الفرنسي، والفئة الثانية هم مجموعة من الجزائريين اختاروا الانضمام إلى الجيش الفرنسي طواعية، أي دون إكراه وكان معظمهم قد شارك في الحرب العالمية الأولى أو الثانية أو حرب الهند الصينية إلى جانب فرنسا.
لكن تعريف الحركي اليوم عند العامة من الشعب الجزائري هو الشخص الذي خان بلاده وتآمر ضدها وهذا التعريف خاطئ لماذا ببساطة كلمة حركي كانت تطلق على جماعة مصالي الحاج الذي كان في خلاف مع جبهة التحرير بل في حالة حرب حول طريقة القيادة والحرب مع فرنسا ثم ان الحركى الذين جندتهم فرنسا قد استلهمت الاسم من اسم حركة مصالي الحج فالحركى هم جزء من الجيش النظامي الفرنسي والذي كان في صفوفه ما يقارب من 100000 فرد مجند ومنهم عديد من الأشخاص الذين حكموا الجزائر بعد الاستقلال بعد ان انفصلوا عن الجيش الفرنسي ودخلوا مع الجبهة لكن الحركى كان عددهم 63000 لم تكن لهم نفس مزايا المنخرطين في الجيش النظامي لكن فرنسا جلبت الكثير منهم معها عندما انتهت الحرب خاصة الذين خافوا على انفسهم من التصفية من طرف جبهة التحرير وإذا جمعنا الحركى الجزائريين مع الجزائريين في الجيش النظامي يبلغ عددهم 163000
.

## الحركي قبل حرب التحرير الجزائرية
حركة انتصار الحريات التي أسسها مصالي الحاج بعد الحرب العالمية الثانية والتي انبثق عنها جبهة التحرير الوطني وعليه عمم اسم الحركي على كل الذين اختلفوا مع جبهة التحرير الوطني[بحاجة لمصدر].